# Sean Roche
Sean Roche (né le 20 mars 1983 à Ottawa au Canada) est un joueur professionnel canado-britannique de hockey sur glace.

## Carrière de joueur
Après cinq saisons au sein de l'Université de Waterloo dans le programme de Sport interuniversitaire canadien, il part jouer en l'Europe et plus précisément à Garges-lès-Gonesse en première division française. Après une première saison satisfaisante avec un bilan de 26 buts et 18 assistances en 25 matchs, il est recruté par le club de Gap en Ligue Magnus en 2010. À l'issue de cette saison, il raccroche les patins pour se consacrer à sa carrière professionnelle d'ingénieur.

## Statistiques
| Saison    | Équipe                 | Ligue        |    | Saison régulière | Saison régulière | Saison régulière | Saison régulière | Saison régulière |    | Séries éliminatoires | Séries éliminatoires | Séries éliminatoires | Séries éliminatoires | Séries éliminatoires |
| Saison    | Équipe                 | Ligue        | PJ | B                | A                | Pts              | Pun              | PJ               | B  | A                    | Pts                  | Pun                  |                      |                      |
| 2004-2005 | Université de Waterloo | SIC          | 24 | 8                | 4                | 12               | 28               | --               | -- | --                   | --                   | --                   |                      |                      |
| 2005-2006 | Université de Waterloo | SIC          | 22 | 2                | 5                | 7                | 49               | --               | -- | --                   | --                   | --                   |                      |                      |
| 2006-2007 | Université de Waterloo | SIC          | 27 | 12               | 12               | 24               | 24               | --               | -- | --                   | --                   | --                   |                      |                      |
| 2007-2008 | Université de Waterloo | SIC          | 27 | 10               | 8                | 18               | 32               | --               | -- | --                   | --                   | --                   |                      |                      |
| 2008-2009 | Université de Waterloo | SIC          | 26 | 12               | 8                | 20               | 24               | --               | -- | --                   | --                   | --                   |                      |                      |
| 2009-2010 | Chiefs de Deuil-Garges | Division 1   | 25 | 26               | 18               | 44               | 158              | --               | -- | --                   | --                   | --                   |                      |                      |
| 2010-2011 | Gap Hockey Club        | Ligue Magnus | 26 | 11               | 7                | 18               | 67               | 5                | 0  | 3                    | 3                    | 12                   |                      |                      |
| 2010-2011 | Gap                    | CdL          | 6  | 2                | 1                | 3                | 24               | --               | -- | --                   | --                   | --                   |                      |                      |